# Slowenische Basketballnationalmannschaft
Die slowenische Basketballnationalmannschaft vertritt das Land Slowenien bei Basketball-Länderspielen.
Seit der Unabhängigkeit des Landes im Jahre 1991 nahm das Team an jeder Europameisterschaft teil. 2005 erreichte es erstmals die Finalrunde, womit es sich für die Weltmeisterschaft qualifizierte; dort belegte man den 12. Platz. Bei den beiden folgenden Weltmeisterschaften 2010 und 2014 kam die Mannschaft jeweils in das Viertelfinale der besten acht. 2017 wurde Slowenien mit einem Finalsieg gegen Serbien in Istanbul Europameister.
2007 und 2010 gewann das Team den Stanković Cup.

## Abschneiden bei internationalen Turnieren

### Olympische Sommerspiele
- 1996 – nicht teilgenommen
- 2000 – nicht teilgenommen
- 2004 – nicht teilgenommen
- 2008 – nicht teilgenommen
- 2012 – nicht teilgenommen
- 2016 – nicht teilgenommen
- 2020 – 4. Platz

### Weltmeisterschaften
- 1994 – nicht teilgenommen
- 1998 – nicht teilgenommen
- 2002 – nicht teilgenommen
- 2006 – 12. Platz
- 2010 – 8. Platz
- 2014 – 7. Platz
- 2019 – nicht teilgenommen
- 2023 – 7. Platz

### Europameisterschaften
| - 1991 – 13. Platz - 1993 – 16. Platz - 1995 – 12. Platz - 1997 – 14. Platz - 1999 – 10. Platz - 2001 – 15. Platz - 2003 – 10. Platz - 2005 – 6. Platz | - 2007 – 7. Platz - 2009 – 4. Platz - 2011 – 7. Platz - 2013 – 5. Platz - 2015 – 12. Platz - 2017 – Europameister - 2022 – 6. Platz |  |

## Aktueller Kader
| Spieler | Spieler         | Spieler           | Spieler | Spieler | Spieler  | Spieler                      |
| Nr.     | Name            | Geburt            | Größe   | Info    | Einsätze | Verein                       |
| ------- | --------------- | ----------------- | ------- | ------- | -------- | ---------------------------- |
|         |                 | Guards (PG, SG)   |         |         |          |                              |
| 4       | Žiga Samar      | 26.01.2001        | 197 cm  |         | 18       | Alba Berlin                  |
| 6       | Aleksej Nikolić | 21.02.1995        | 191 cm  |         | 52       | Élan Sportif Chalonnais      |
| 7       | Klemen Prepelič | 20.10.1992        | 191 cm  |         | 64       | Valencia Basket Club         |
| 11      | Jaka Blažič     | 30.06.1990        | 196 cm  |         | 79       | KK Cedevita Olimpija         |
| 15      | Gregor Hrovat   | 18.08.1994        | 196 cm  |         | 33       | Jeanne d’Arc Dijon Bourgogne |
| 30      | Zoran Dragić    | 22.06.1989        | 196 cm  |         | 72       | KK Cedevita Olimpija         |
| 33      | Gregor Glas     | 29.04.2001        | 198 cm  |         | 14       | KK Cedevita Olimpija         |
| 77      | Luka Dončić     | 18.02.1999        | 201 cm  |         | 38       | Los Angeles Lakers           |
|         |                 | Forwards (SF, PF) |         |         |          |                              |
| 27      | Žiga Dimec      | 20.02.1993        | 211 cm  |         | 56       | Nishinomiya Storks           |
| 32      | Bine Prepelič   | 05.08.2001        | 200 cm  |         | 11       | Spirou BC Charleroi          |
| 55      | Jakob Čebašek   | 28.04.1991        | 200 cm  |         | 24       | CSM ABC Athletic Constanta   |
|         |                 | Center (C)        |         |         |          |                              |
| 10      | Mike Tobey      | 18.10.1994        | 213 cm  |         | 30       | KK Roter Stern Belgrad       |

| Trainer   | Trainer            | Trainer         |
| Nat.      | Name               | Position        |
| --------- | ------------------ | --------------- |
| Slowenien | Aleksander Sekulić | Head Coach      |
| Slowenien | Dalibor Damjanović | Assistenz-Coach |

| Legende                  | Legende            |
| Abk.                     | Bedeutung          |
| ------------------------ | ------------------ |
| (C)                      | Mannschaftskapitän |
| Quellen                  |                    |
| Teamhomepage             |                    |
| Ligahomepage             |                    |
| Stand: 9. September 2023 |                    |

| Legende                  | Legende            |
| Abk.                     | Bedeutung          |
| ------------------------ | ------------------ |
| (C)                      | Mannschaftskapitän |
| Quellen                  |                    |
| Teamhomepage             |                    |
| Ligahomepage             |                    |
| Stand: 9. September 2023 |                    |

## Ehemalige Kader
| Nr. | Name               | Geburtsdatum    | Größe  | Position | Einsätze vor der WM | Club                         |
| --- | ------------------ | --------------- | ------ | -------- | ------------------- | ---------------------------- |
| 4   | Žiga Samar         | 26.01.2001      | 197 cm | Guard    | 12                  | Alba Berlin                  |
| 6   | Aleksej Nikolić    | 21.02.1995      | 191 cm | Guard    | 44                  | Élan Sportif Chalonnais      |
| 7   | Klemen Prepelič    | 20.10.1992      | 191 cm | Guard    | 57                  | Valencia Basket Club         |
| 11  | Jaka Blažič        | 30.06.1990      | 196 cm | Guard    | 75                  | KK Cedevita Olimpija         |
| 15  | Gregor Hrovat      | 18.08.1994      | 196 cm | Guard    | 25                  | Jeanne d’Arc Dijon Bourgogne |
| 30  | Zoran Dragić       | 22.06.1989      | 196 cm | Guard    | 64                  | KK Cedevita Olimpija         |
| 33  | Gregor Glas        | 29.04.2001      | 198 cm | Guard    | 9                   | KK Cedevita Olimpija         |
| 77  | Luka Dončić        | 18.02.1999      | 201 cm | Guard    | 30                  | Dallas Mavericks             |
| 27  | Žiga Dimec         | 20.02.1993      | 211 cm | Forward  | 48                  | Nishinomiya Storks           |
| 32  | Bine Prepelič      | 05.08.2001      | 200 cm | Forward  | 3                   | Spirou BC Charleroi          |
| 55  | Jakob Čebašek      | 28.04.1991      | 200 cm | Forward  | 16                  | CSM ABC Athletic Constanta   |
| 10  | Mike Tobey         | 18.10.1994      | 213 cm | Center   | 22                  | KK Roter Stern Belgrad       |
|     | Aleksander Sekulić | Head Coach      |        |          |                     |                              |
|     | Dalibor Damjanović | Assistenz-Coach |        |          |                     |                              |

| Nr. | Name               | Position       | Geburtsdatum | Größe  | Einsätze | Club                 |
| --- | ------------------ | -------------- | ------------ | ------ | -------- | -------------------- |
| 5   | Luka Rupnik        | Guard          | 20.05.1993   | 186 cm |          | KK Cedevita Olimpija |
| 6   | Aleksej Nikolić    | Guard          | 21.02.1995   | 191 cm |          | BCM Gravelines       |
| 7   | Klemen Prepelič    | Guard          | 20.10.1992   | 191 cm |          | Valencia Basket Club |
| 11  | Jaka Blažič        | Guard          | 30.06.1990   | 196 cm |          | KK Cedevita Olimpija |
| 77  | Luka Dončić        | Guard          | 18.02.1999   | 201 cm |          | Dallas Mavericks     |
| 8   | Edo Murić          | Forward        | 27.11.1991   | 202 cm |          | KK Cedevita Olimpija |
| 15  | Gregor Hrovat      | Forward        | 18.08.1994   | 196 cm |          | Cholet Basket        |
| 30  | Zoran Dragić       | Forward        | 22.06.1989   | 196 cm |          | Saski Baskonia       |
| 31  | Vlatko Čančar      | Forward        | 10.04.1997   | 203 cm |          | Denver Nuggets       |
| 55  | Jakob Čebašek      | Forward        | 28.04.1991   | 200 cm |          | Dinamo Bukarest      |
| 10  | Mike Tobey         | Center         | 18.10.1994   | 213 cm |          | Valencia Basket Club |
| 22  | Žiga Dimec         | Center         | 20.02.1993   | 211 cm |          | KK Cedevita Olimpija |
|     | Aleksander Sekulić | Head Coach     |              |        |          |                      |
|     | Dalibor Damjanović | Assistenzcoach |              |        |          |                      |
|     | Jernej Valentinčič | Assistenzcoach |              |        |          |                      |

### Weitere bekannte Spieler
Weitere bekannte Spieler, die in der jüngeren Vergangenheit dem Kader angehörten, sind:
- Miha Zupan (* 1982)
- Mirza Begić (* 1985)
- Goran Dragić (* 1986)
- Jaka Klobučar (* 1987)
- Alen Omić (* 1992)

## Rekordnationalspieler
| Anzahl der Länderspiele | Anzahl der Länderspiele | Anzahl der Länderspiele | Erzielte Punkte | Erzielte Punkte   | Erzielte Punkte |
| Platz                   | Name                    | Spiele                  | Platz           | Name              | Punkte          |
| ----------------------- | ----------------------- | ----------------------- | --------------- | ----------------- | --------------- |
| 1                       | Jaka Lakovič            | 86                      | 1               | Teoman Alibegović | 990             |
| 2                       | Goran Dragić            | 79                      | 2               | Goran Dragić      | 924             |
| 3                       | Uroš Slokar             | 76                      | 3               | Jaka Lakovič      | 880             |
| 4                       | Goran Jagodnik          | 75                      | 4               | Jurij Zdovc       | 755             |
| 5                       | Mario Kraljević         | 73                      | 5               | Boris Gorenc      | 620             |
| 6                       | Jaka Daneu              | 67                      | 6               | Slavko Kotnik     | 605             |
|                         | Boris Gorenc            | 67                      |                 | Marko Milič       | 605             |
| 8                       | Edo Murić               | 66                      | 8               | Boštjan Nachbar   | 573             |
| 9                       | Marko Tušek             | 63                      | 9               | Sani Bečirović    | 551             |
| 10                      | Ivica Jurković          | 61                      | 10              | Zoran Dragić      | 544             |

Stand: 3. August 2021